# Ozarianiwka
Ozarianiwka (ukr. Озарянівка, przed 2016 Persze Trawnia, ukr. Перше Травня) – osiedle na Ukrainie, w obwodzie donieckim, w rejonie Kramatorski, w hromadzie Konstantynówka. W 2001 liczyło 413 mieszkańców, spośród których 151 wskazało jako ojczysty język ukraiński, 260 rosyjski, a 2 inny.